# Ansiktsurna

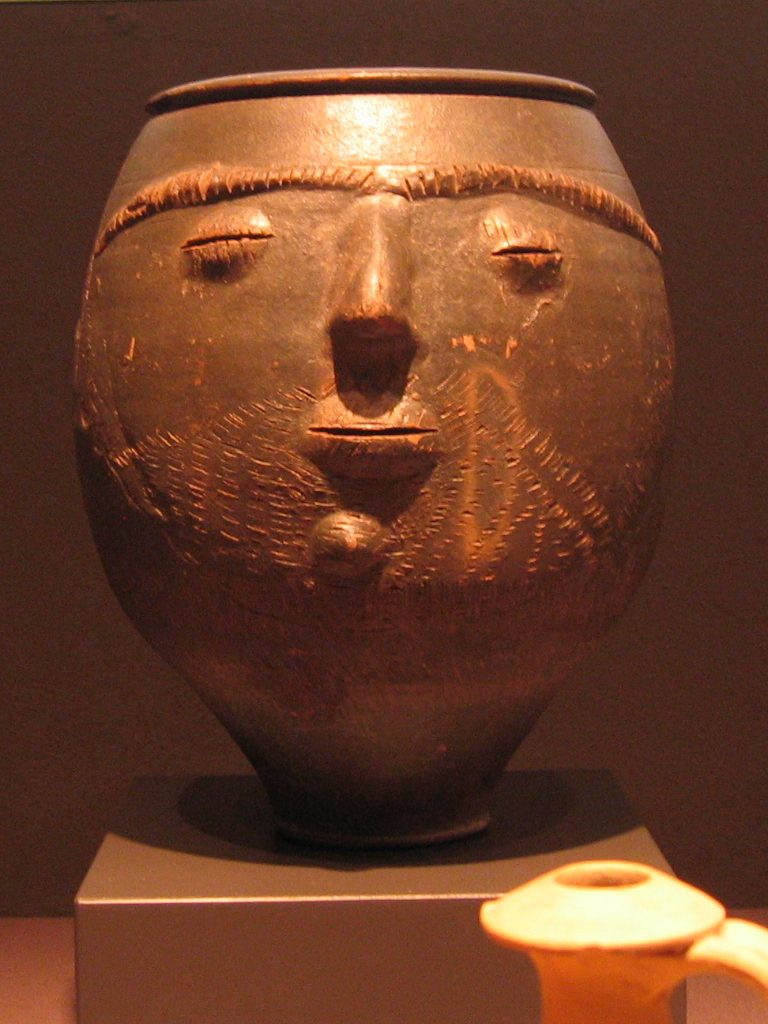
Ansiktsurna från romartiden.

Ansiktsurna är ett lerkärl som avbildar en människas ansikte och som har tjänat som gravurna. Kärlen hade en bukig form med kägelformad hals med antingen markerade ögon, näsa och öron, eller endast bågar (ögonbryn) eller gropar (ögon).
Från Etrurien spred sig bruket av ansiktsurnor genom östra Tyskland, där det fick sin största utbredning i Västpreussen, och till Skandinavien.
I Danmark har gjorts drygt hundra fynd av ansiktsurnor, huvudsakligen på Jylland. I Norge har gjorts några enstaka fynd och i Sverige fyra, samtliga i Skåne.
Urnorna var speciellt utmärkande för den yngre bronsåldern, men några fynd finns även från tidig järnålder.
Ansiktskärl, som inte var granurnor, har påträffats på Själland i Danmark som gånggriftsfynd från stenåldern.